# Josip Bulat
Josip Bulat (Sebenico, 18 marzo 1972) è un ex calciatore croato, di ruolo difensore.

## Biografia
Nato a Sebenico, sia suo figlio Marko che suo fratello minore Ivan sono calciatori professionisti.

## Carriera

### Club
Cresciuto nel Sebenico successivamente si trasferì nell'Hajduk Spalato con il quale esordì, partendo da titolare, il 23 luglio 1997 nel primo turno preliminare di Coppa UEFA contro il Grevenmacher. Dopo tre stagioni con i Majstori s mora, ed una Coppa di Croazia in bacheca, passò al NK Zagabria vincendo alla seconda stagione il campionato croato.

### Nazionale
Con la nazionale maggiore disputò solo una partita, scese in campo a Seul il 16 giugno 1999 nell'amichevole Messico.

## Statistiche

### Cronologia presenze e reti in nazionale
| Cronologia completa delle presenze e delle reti in nazionale ― Croazia | Cronologia completa delle presenze e delle reti in nazionale ― Croazia | Cronologia completa delle presenze e delle reti in nazionale ― Croazia | Cronologia completa delle presenze e delle reti in nazionale ― Croazia | Cronologia completa delle presenze e delle reti in nazionale ― Croazia | Cronologia completa delle presenze e delle reti in nazionale ― Croazia | Cronologia completa delle presenze e delle reti in nazionale ― Croazia | Cronologia completa delle presenze e delle reti in nazionale ― Croazia |
| Data                                                                   | Città                                                                  | In casa                                                                | Risultato                                                              | Ospiti                                                                 | Competizione                                                           | Reti                                                                   | Note                                                                   |
| ---------------------------------------------------------------------- | ---------------------------------------------------------------------- | ---------------------------------------------------------------------- | ---------------------------------------------------------------------- | ---------------------------------------------------------------------- | ---------------------------------------------------------------------- | ---------------------------------------------------------------------- | ---------------------------------------------------------------------- |
| 16-6-1999                                                              | Seul                                                                   | Croazia                                                                | 2 – 1                                                                  | Messico                                                                | Amichevole                                                             | -                                                                      | 70’                                                                    |
| Totale                                                                 |                                                                        | Presenze                                                               | 1                                                                      |                                                                        | Reti                                                                   | 0                                                                      |                                                                        |

## Palmarès

### Club
- Coppa di Croazia: 1

Hajduk Spalato: 1999-2000
- Campionato croato: 1

NK Zagabria: 2001-2002
- Druga hrvatska nogometna liga: 1

Sebenico: 2005-2006